# U-351
| U-351 | U-351 | U-351 |
| --- | --- | --- |
| U 351 | | |
| | | |
| Зображення підводного човна підтипу VIIC                                                                     | | |
| Верф | Flensburger Schiffbau-Gesellschaft, Фленсбург                                                                                  | Flensburger Schiffbau-Gesellschaft, Фленсбург                                                                                  |
| Під прапором                                                                                                 | Третій Рейх | Третій Рейх |
| Належність                                                                                                   | Крігсмаріне | Крігсмаріне |
| Порт приписки                                                                                                | Мемель, Готенгафен, Піллау, Вільгельмсгафен                                                                                    | Мемель, Готенгафен, Піллау, Вільгельмсгафен                                                                                    |
| Замовлення                                                                                                   | 9 жовтня 1939 | 9 жовтня 1939 |
| Закладений                                                                                                   | 4 березня 1940 | 4 березня 1940 |
| Спуск на воду                                                                                                | 27 березня 1941 | 27 березня 1941 |
| Введений до складу флоту                                                                                     | 20 червня 1941 | 20 червня 1941 |
| На службі | 1941—1945 | 1941—1945 |
| Загибель | 5 травня 1945 року затоплений екіпажем у порту міста Вільгельмсгафен, рештки корабля підняті після війни та розібрані на брухт | 5 травня 1945 року затоплений екіпажем у порту міста Вільгельмсгафен, рештки корабля підняті після війни та розібрані на брухт |
| Сучасний статус                                                                                              | розібраний на брухт | розібраний на брухт |
| Бойовий досвід                                                                                               | Друга світова війна | Друга світова війна |
| Проєкт | | |
| Тип ПЧ | середній торпедний ДПЧ | середній торпедний ДПЧ |
| Вартість | 4 714 000 ℛℳ | 4 714 000 ℛℳ |
| Основні характеристики                                                                                       | | |
| Швидкість (надводна)                                                                                         | 17,9 вузла | 17,9 вузла |
| Швидкість (підводна)                                                                                         | 8 вузлів | 8 вузлів |
| Робоча глибина занурення                                                                                     | 100 м | 100 м |
| Гранична глибина занурення                                                                                   | 220 м | 220 м |
| Автономність плавання                                                                                        | 135—174 км на швидкості 4 вузли (в підводному положенні) 11 470 км на швидкості 10 вузлів (у надводному положенні)             | 135—174 км на швидкості 4 вузли (в підводному положенні) 11 470 км на швидкості 10 вузлів (у надводному положенні)             |
| Екіпаж | 44—60 осіб | 44—60 осіб |
| Розміри | | |
| Довжина найбільша (по КВЛ)                                                                                   | 67,1 м | 67,1 м |
| Ширина корпусу найб.                                                                                         | 6,2 м | 6,2 м |
| Висота | 9,6 м | 9,6 м |
| Середня осадка (по КВЛ)                                                                                      | 4,74 м | 4,74 м |
| Водотоннажність надводна                                                                                     | 769 т | 769 т |
| Силова установка                                                                                             | | |
| дизель-електрична; 2 дизельних двигуни MAN M 6 V 40/46, 2 електродвигуни Siemens-Schuckert-Werke GU 343/38-8 | | |
| Гвинти | 2 | 2 |
| Потужність                                                                                                   | 2800—3200 к.с. (дизелі) 750 к.с. (електродвигуни)                                                                              | 2800—3200 к.с. (дизелі) 750 к.с. (електродвигуни)                                                                              |
| Озброєння | | |
| Артилерія | 1 × 88-мм палубна гармата SK C/35                                                                                              | 1 × 88-мм палубна гармата SK C/35                                                                                              |
| Торпедно- мінне озброєння                                                                                    | 4 носових і один кормовий ТА 14 торпед або 26 мін TMA                                                                          | 4 носових і один кормовий ТА 14 торпед або 26 мін TMA                                                                          |
| ППО | 1 × 37-мм зенітна гармата Flak M42 2 × 20-мм зенітні гармати FlaK 30                                                           | 1 × 37-мм зенітна гармата Flak M42 2 × 20-мм зенітні гармати FlaK 30                                                           |

U-351 — німецький середній підводний човен типу VIIC, що входив до складу Військово-морських сил Третього Рейху за часів Другої світової війни. Закладений 4 березня 1940 року на верфі № 470 компанії Flensburger Schiffbau-Gesellschaft у Фленсбурзі. Спущений на воду 27 березня 1941 року. 20 червня 1941 року корабель увійшов до складу 26-ї навчальної флотилії ПЧ ВМС нацистської Німеччини.

## Історія
U-351 належав до німецьких підводних човнів типу VIIC, найчисельнішого типу субмарин Третього Рейху, яких випущено 703 одиниці. Службу розпочав у складі 26-ї навчальної флотилії ПЧ, з 1 квітня 1942 року переведений до складу 24-ї навчальної флотилії ПЧ з базуванням у Піллау, 1 липня 1944 року переданий у 22-гу навчальну флотилію-школу  підготовки екіпажів ПЧ. 1 березня 1945 року переведений до 4-ї флотилії ПЧ Крігсмаріне. 
5 травня 1945 року U-351 затоплений екіпажем у бухті Горуп-Гафф поблизу міста Фленсбург у ході операції «Регенбоген»; 1948 року рештки корабля підняті та розібрані на брухт.

## Командири
- Оберлейтенант-цур-зее Карл Гаузе (20 червня — 15 грудня 1941)
- Оберлейтенант-цур-зее Гюнтер Розенберг (15 грудня 1941 — 24 серпня 1942)
- Оберлейтенант-цур-зее Ебергард Ціммерманн (24 серпня 1942 — 25 травня 1943)
- Оберлейтенант-цур-зее Гец Рот (26 травня — 5 жовтня 1943)
- Оберлейтенант-цур-зее Гельмут Вікке (13 грудня 1943 — 30 червня 1944)
- Оберлейтенант-цур-зее Ганс-Юрген Шлей (1 липня 1944 — 19 березня 1945)
- Оберлейтенант-цур-зее Гуго Штрель (19 березня — 5 травня 1945)